# Бой при Псково-Печерском монастыре

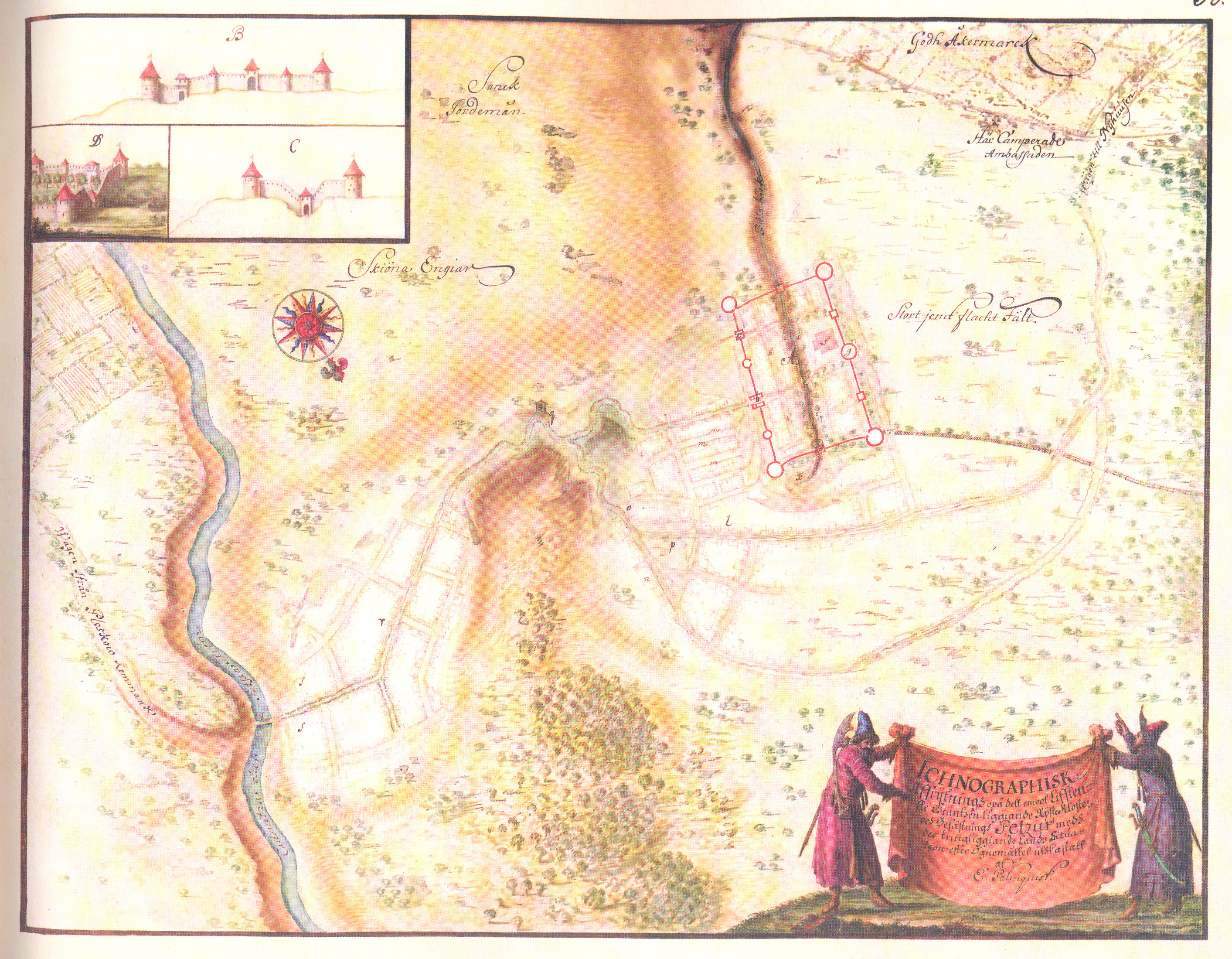
План монастыря и окрестностей в 1674 г.

Бой при Печерском монастыре — один из боёв во время русско-шведской войны 1656—1658, произошедший 17 (27) марта 1657 года у стен Псково-Печерского монастыря.

## Ход боя
Утром 16 марта 1657 года русские войска под командованием Матвея Васильевича Шереметева двинулись из Пскова на выручку осажденной шведами крепости Адзель. Передовые отряды уже вечером 16 марта пришли в Печоры. Это были рейтарский полк майора Данилы Романовича Беклемишева, три сотни псковских дворян и детей боярских (сотенные головы Козьма Игнатьевич Елагин, Богдан Александрович Тимашев, князь Иван Кириллович Шаховской), сотня пусторжевских помещиков (голова Иван Воинович Сумароков), сотня псковских казаков (казачий голова Самсон Артемьевич Тюльнев). На подходе был стрелецкий приказ (голова Григорий Захарьевич Вельяшев), сопровождавший обоз с припасами.
В это же время со стороны Мариенбурга к Печорам подходило большое шведское войско. Русские опередили шведов, которые пришли к Печорам в ночь на 17 марта, всего на несколько часов. Жестокий ночной бой продолжался 4 часа; шведы вынуждены были с большими потерями отступить от монастыря. Описание этого боя сохранилось в так называемых «Послужных списках 165 (1657) года о бытии на службе… к Печерскому монастырю».
Эти списки составлялись на каждого из перечисленных начальников отрядов. Из послужного списка стрелецкого головы Григория Вельяшева известно, что шведы пришли к Печорам 17 марта около часа ночи — конные и пешие. Разгорелся бой за посад. Стрельцы не дали шведам зажечь посад и бились 4 часа, сумели сберечь обоз, отстояли свинцовую и пороховую казну и ту казну «ввезли в город в Печеры всю целу». Шведы всё же
сумели отбить стрельцов от Святых ворот «и учали высекать те Святые ворота, и знамена свои к городу прислонили». Но стрельцы, поддержанные рейтарами и дворянами, «тех Немецких людей от Печерского монастыря от города от ворот прочь отбили». Шведы были разбиты, захвачено много пленных.
Отступив от Печер к Нейгаузену, шведы соединились с войском Магнуса Делагарди, прибывшим из Мариенбурга. Рейтары Данилы Беклемишева и дворянские сотни преследовали врага. В 12 верстах от Печор, не доходя двух верст до Нейгаузена, при деревне Мигузице произошел новый бой, также закончившийся победой русских войск. Магнус Делагарди был разбит. В этом бою погиб сотенный голова князь Иван Шаховской.

## Результаты
После этих боев сотни Тюльнева, Сумарокова и Тимашева вернулись в Печоры, куда в мае прибыл главный воевода Матвей Шереметев. Именно из Печерского монастыря он отправился в начале июня 1657 года в свой последний поход, завершившийся катастрофой при Валке, гибелью этого воеводы и большей части русского 3-х тысячного отряда.
Победа под Валком позволила Магнусу Делагарди вновь предпринять контрнаступление в Ливонии. В августе 1657 года шведская армия (4-6 тысяч регулярных войск и 1 тысяча вооружённых крестьян) осадила Юрьев (гарнизон под командованием И. Хилкова насчитывал 800 чел.). Осада Юрьева продолжалась две недели, но активность гарнизона и неудача штурма заставила Делагарди оставить осаду и двинуться дальше. В сентябре армия Делагарди осадила Гдов, которому также удалось устоять до подхода Новгородского разрядного полка.